# Moroczyn
Moroczyn – wieś w Polsce położona w województwie lubelskim, w powiecie hrubieszowskim, w gminie Hrubieszów.
W latach 1975–1998 miejscowość administracyjnie należała do województwa zamojskiego. 
Wieś stanowi sołectwo gminy Hrubieszów. Według Narodowego Spisu Powszechnego (III 2011 r.) liczyła 311 mieszkańców i była siedemnastą co do wielkości miejscowością gminy Hrubieszów.
Wierni Kościoła rzymskokatolickiego należą do parafii Przemienienia Pańskiego w Szpikołosach.

## Historia
Wieś została wspomniana po raz pierwszy w 1472 roku w rejestrze nadzwyczajnego poboru. Wówczas, jak i w późniejszym czasie do czasu  rozbiorów położona była w staropolskim powiecie horodelskim. W XVIII wieku znajdowała się w posiadaniu Rulikowskich, zaś w 2. połowie XIX stulecia - rodu Chrzanowskich. Według  spisu z 1827 roku wieś liczyła 36 domów i 259 mieszkańców, zaś  spis z 1921 r. pokazał - wówczas w gminie Dziekanów zaledwie 21 domów oraz 157 mieszkańców, w tym 87 Ukraińców.

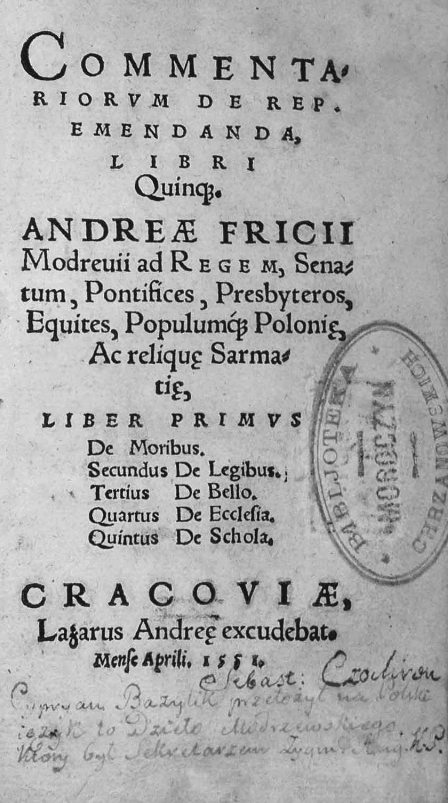
Kodeks Czochrona - pierwodruk O naprawie Rzeczypospolitej Andrzeja Frycza Modrzewskiego; drukarnia Łazarza Andrysowicza 1551 Kraków. W XIX wieku własność hr. Wincentego Chrzanowskiego w Moroczynie (ekslibris oraz pieczęcie własnościowe w miejscu wcześniej usuniętych). Jeden z najcenniejszych polskich starodruków w zbiorach prywatnych.

We wsi był przystanek kolei wąskotorowej Moroczyn.

## Zabytki
- Dawny murowany dwór Chrzanowskich z przełomu XIX i XX w. ponadto spichlerz, czworak folwarczny oraz park dworski

Około roku 1850 (lub 1849) Moroczyn został zakupiony przez rodzinę Chrzanowskich. Niedługo po tym wydarzeniu w Moroczynie wzniesiono murowany dwór, najprawdopodobniej na miejscu poprzedniego. Na przełomie XIX i XX wieku został on przebudowany według projektu architekta Stanisława Czachórskiego. Dwór przetrwał II wojnę światową. Mieścił się w nim Państwowy Ośrodek Maszynowy, później był siedzibą szkoły podstawowej. Obecnie ruina jest własnością prywatną. Potomek Chrzanowskich, Edward (1843–1922) zgromadził w Moroczynie bardzo cenną bibliotekę. Księgozbiór został przekazany w depozyt Biblioteki Ossolineum we Lwowie. W okresie międzywojennym w majątku Chrzanowskich często przebywał Włodzimierz Puchalski. Do ruin zespołu dworskiego prowadzi jesionowa aleja, a za nimi rozciąga się park krajobrazowy ze stawem.
Żyjący w latach 1843-1922 Edward Chrzanowski  zgromadził w Moroczynie bardzo cenną liczącą ~5000 woluminów bibliotekę. Lata I wojny światowej księgozbiór przetrwał w Kijowie, skąd powrócił po 1920 r. Przed II wojną światową, syn Edwarda, Wincenty również bibliofil, przekazał zbiory w depozyt do Biblioteki Ossolineum we Lwowie. Po wojnie tylko nieznaczna ich część znalazła się w zbiorach Ossolineum we Wrocławiu.
W 2004 roku odnalazł się nieznany wcześniej badaczom (Kodeks Czochrona) egzemplarz pierwodruku Commentariorum de Republica emendanda libri quinque Andrzeja Frycza Modrzewskiego ze zbiorów Chrzanowskich z Moroczyna.
Wydrukowany w oficynie Łazarza Andrysowicza 1551 roku w Krakowie jest obecnie jednym z sześciu zachowanych egzemplarzy w Polsce a trzynastym znanym na świecie. Krakowski egzemplarz tej edycji został w 2016 roku wpisany na listę krajową programu Pamięć Świata UNESCO.

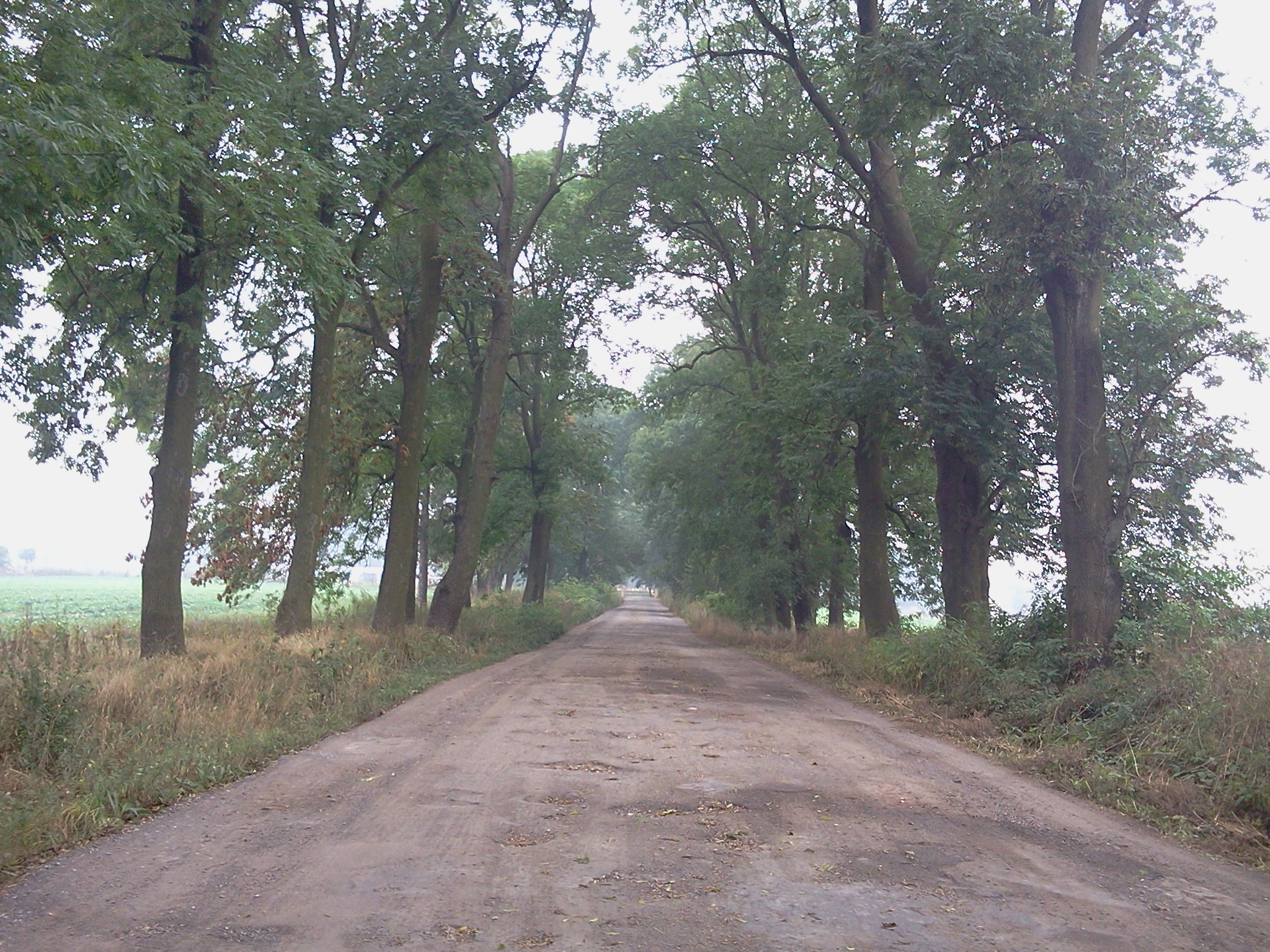
Aleja prowadząca do dworu
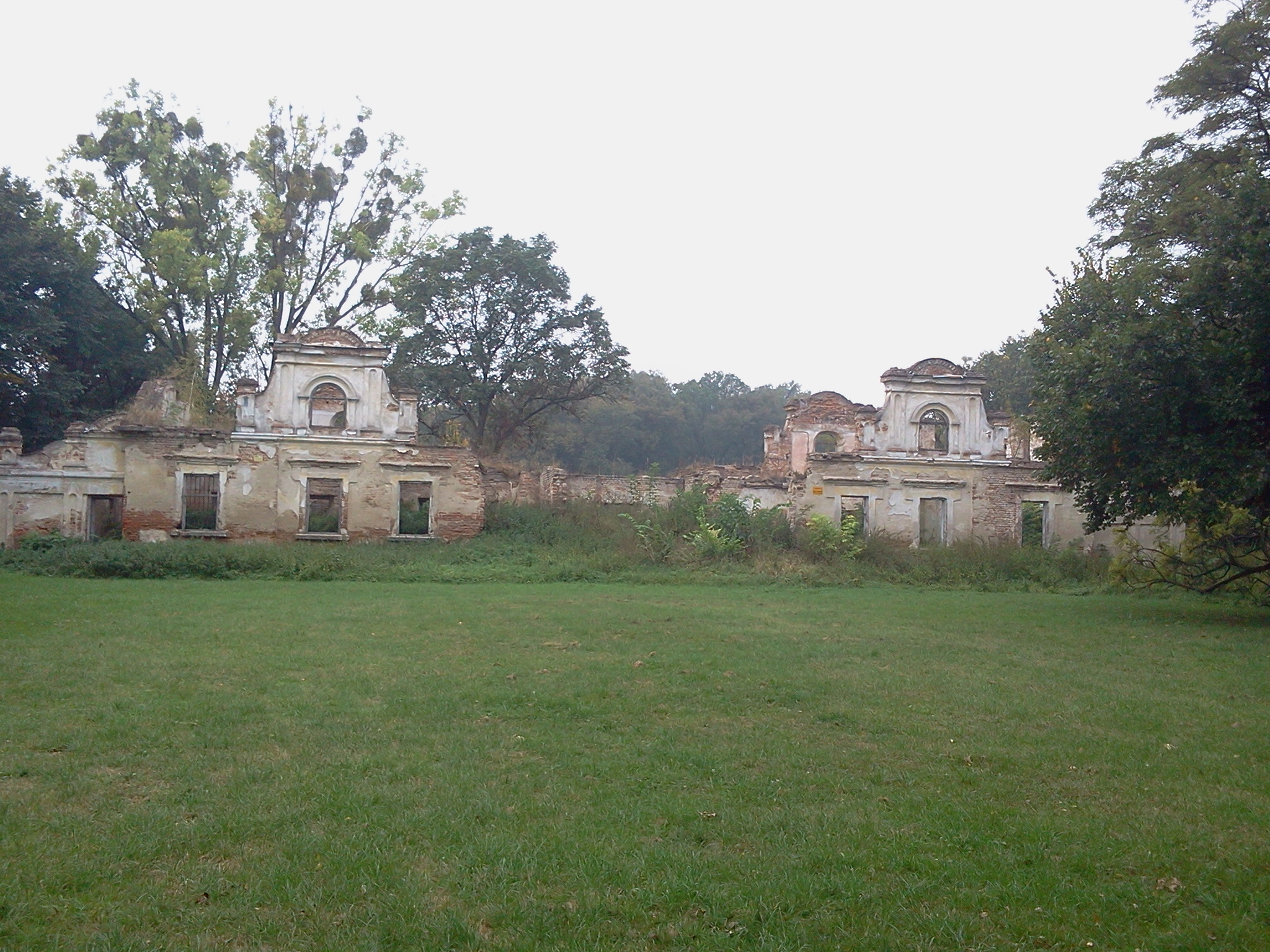
Ruiny zespołu dworskiego
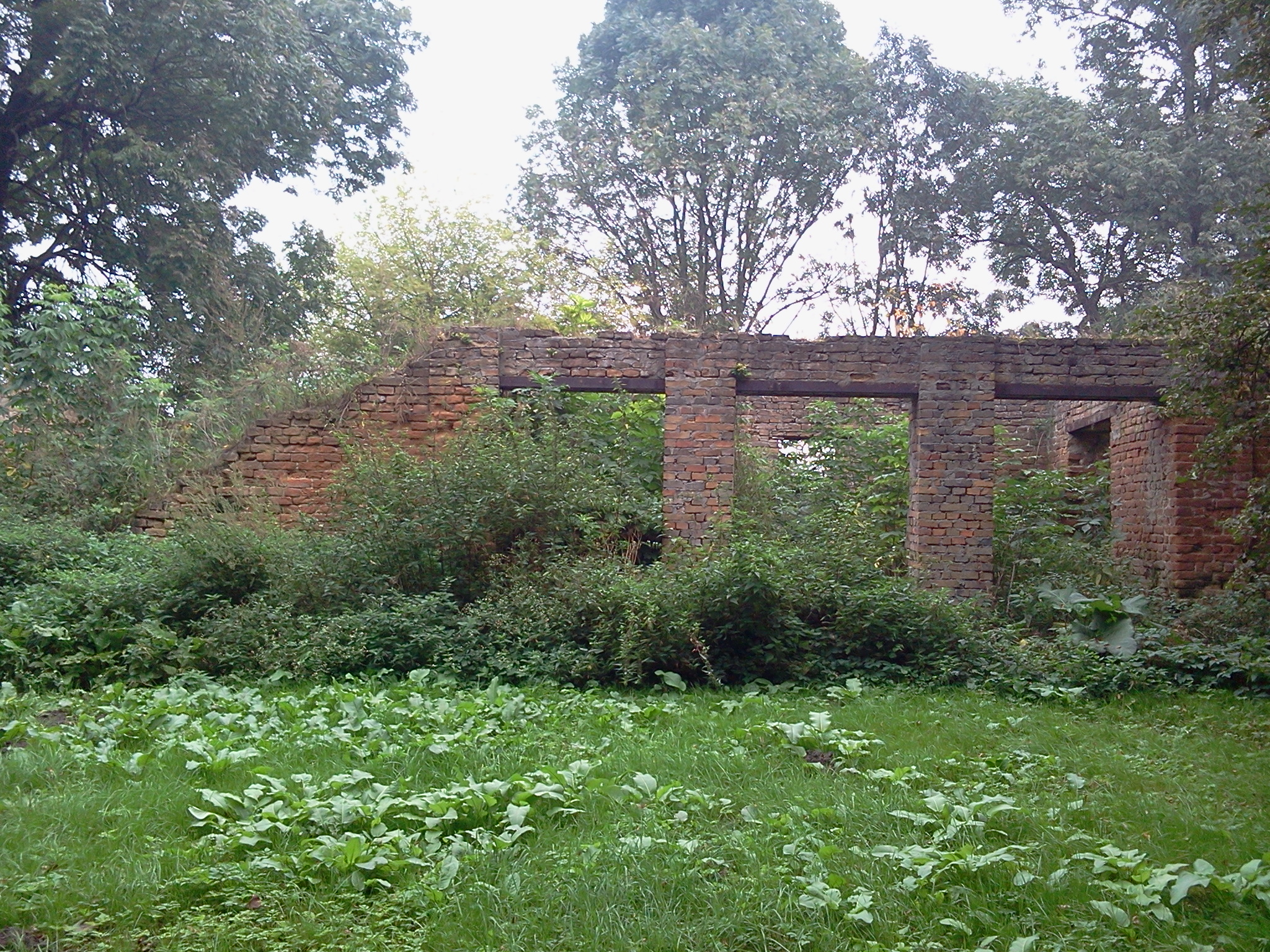
Ruina XIX-w. spichrza